# Pilidiostigma glabrum
Pilidiostigma glabrum är en myrtenväxtart som beskrevs av Karl Ewald Maximilian Burret. Pilidiostigma glabrum ingår i släktet Pilidiostigma och familjen myrtenväxter. Inga underarter finns listade i Catalogue of Life.